# 한중일 3국 신예대항전
한중일 3국 신예대항전은 중국 장시성 난창시에서 개최되는 대회로, 한중일 3국의 신예기사를 초청해 대국을 벌인다.

## 상금
- 상금은 우승 15만위안(약 2500만원), 준우승 10만위안, 3위 5만위안.

## 대국규정
- 역시드 3자 토너먼트 방식으로 진행된다. 역시드를 뽑은 선수는 2회전부터 출전해 1회전 패자와 대결한다. 1회전 승자와 2회전 승자는 결승에서 만난다.(보통의 시드와 달리 이 방식은 시드를 뽑은 자가 불리하기 때문에 편의상 역시드라고 호칭한다.)
- 덤은 7.5집이다. 제한시간 없이 1수 30초, 도중 1분 초읽기 10회를 주는 초속기다.

## 대회결과
| 회수 | 연도 | 우승       | 준우승          | 3위        |
| ---- | ---- | ---------- | --------------- | ---------- |
| 1    | 2016 | 신진서 6단 | 이치리키 료 7단 | 리친청 9단 |